# Maria Westerhorstmann
Maria Westerhorstmann (* 27. Mai 1952 in Rietberg; † 11. Februar 2012 in Delbrück) war eine deutsche Politikerin (CDU) und von 2005 bis zu ihrem Tod Landtagsabgeordnete in Nordrhein-Westfalen. 

## Leben

### Ausbildung und Beruf
Nach dem Volksschulabschluss 1966 absolvierte sie bis 1969 eine Lehre der ländlichen Hauswirtschaft und von 1969 bis 1970 besuchte sie die Landwirtschaftsschule, Abteilung Hauswirtschaft. Von 1970 bis 1972 war sie im elterlichen landwirtschaftlichen Betrieb tätig. Ab 1972 war sie Mitunternehmerin im eigenen landwirtschaftlichen Betrieb.

### Partei und öffentliche Ämter
Ab 1993 war sie Mitglied der CDU und ab 2001 Mitglied des Kreisverbandes Paderborn der Mittelstands- und Wirtschaftsvereinigung der CDU.
Westerhorstmann war von 2002 bis 2006 stellvertretende Vorsitzende des Kreisverbandes Paderborn der CDU, von 2006 bis 2010 war sie dessen Vorsitzende.
Von 2003 bis 2006 war Westerhorstmann Vorsitzende des Bezirksverbandes Ostwestfalen-Lippe der CDU Frauen-Union. Ab 2003 war sie Mitglied des Vorstandes des Landesverbandes NRW der CDU Frauen-Union und Mitglied des Vorstandes des Bezirksverbandes Ostwestfalen-Lippe der CDU. 
Westerhorstmann konnte bei der Landtagswahl in Nordrhein-Westfalen 2005 ein Direktmandat im Landtagswahlkreis Paderborn I erringen. Sie war damit ab dem 8. Juni 2005 Abgeordnete im Landtag Nordrhein-Westfalen. Bei der Landtagswahl am 9. Mai 2010 konnte sie ihr Direktmandat im Wahlkreis mit über 57 Prozent der Erststimmen verteidigen.
Im Düsseldorfer Landtag war Westerhorstmann Sprecherin des Ausschusses für Frauenpolitik. Zudem war sie ordentliches Mitglied des Ausschusses für Generationen, Familie und Integration und der Enquetekommission „Chancen für Kinder – Rahmenbedingungen und Steuerungsmöglichkeiten“. Sie war darüber hinaus stellvertretendes Mitglied im Hauptausschuss des Landtages  sowie im Petitionsausschuss und im Ausschuss für Umwelt und Naturschutz, Landwirtschaft und Verbraucherschutz.
Als Mitglied des Landtages war Westerhorstmann u. a. Mitglied des Beirates der Stiftung Westfälische Landwirtschaft und Mitglied des Rundfunkrates des Westdeutschen Rundfunks.

### Familie
Maria Westerhorstmann war verheiratet und hatte drei erwachsene Kinder. 
Im Alter von 59 Jahren erlag sie einem langen Krebsleiden.